# Arndt Kohn
Arndt Kohn (nascido em 3 de setembro de 1980) é um político alemão que foi membro do Parlamento Europeu de 2017 a 2019. Ele é membro do Partido Social-Democrata, parte do Partido dos Socialistas Europeus.